# Конево (Західнопоморське воєводство)
Конево (пол. Koniewo) — село в Польщі, у гміні Волін Каменського повіту Західнопоморського воєводства.
Населення — 119 осіб (2011).
У 1975-1998 роках село належало до Щецинського воєводства.

## Демографія
Демографічна структура станом на 31 березня 2011 року:
|          | Загалом | Допрацездатний вік | Працездатний вік | Постпрацездатний вік |
| -------- | ------- | ------------------ | ---------------- | -------------------- |
| Чоловіки | 60      | 18                 | 40               | 2                    |
| Жінки    | 59      | 16                 | 35               | 8                    |
| Разом    | 119     | 34                 | 75               | 10                   |